# Хлопово (Наро-Фоминский район)
Хлопово — деревня в городском поселении Апрелевка Наро-Фоминского района Московской области России. Население — 14 жителей на 2006 год), в деревне числятся 3 улицы и 1 садовое товарищество. До 2006 года Хлопово входило в состав Петровского сельского округа
Деревня расположена по правому берегу реки Десны, примерно в 22 км к северо-востоку от Наро-Фоминска, высота центра деревни над уровнем моря 185 м. Ближайшие населённые пункты — Мартемьяново в 0,5 км восточнее, Свитино в 1,5 км на запад, Апрелевка — в 1 км севернее.
Сегодня деревня Хлопово – это активно развивающееся поселение. Газа в деревне нет. 
В 2011 году по решению Совета деревни стартовал проект «Новый облик деревни Хлопово». В деревне есть современные урожденные Хлоповчане.
В августе, на Яблочный Спас в дерене отмечается ежегодный праздник  - День Деревни.

## История деревни
Хлопово расположено по правому берегу реки Десна. Неподалёку от деревни расположены город Апрелевка, деревни: Свитино, Тимонино, Малые Горки, Кромино, Мартемьяново, Софьино. Деревне насчитывается более 300 лет. В те времена владения  большинства провинциальных служилых людей были небольшими: в середине XVI века помещики в среднем имели 20–25 крестьянских дворов.  Дворянину-опричнику Ивану Хлопову из 300 четвертей положенного поместья дали 100; Выглядел господский двор  в XVI столетии не слишком презентабельно: состоял из деревянных клетей и изб, сочетавшихся в разных вариантах. Деревянный барский дом почти не отличался внешним видом от крестьянских домов. В помещичьей усадьбе той поры имелись служебные помещения — «холопьи дворы», конюшни, скотный двор. Любимым развлечением помещиков была охота. Богатые помещики имели целые охотничьи хозяйства с обширным штатом прислуги. Псари ухаживали за охотничьими собаками.

## Примечания

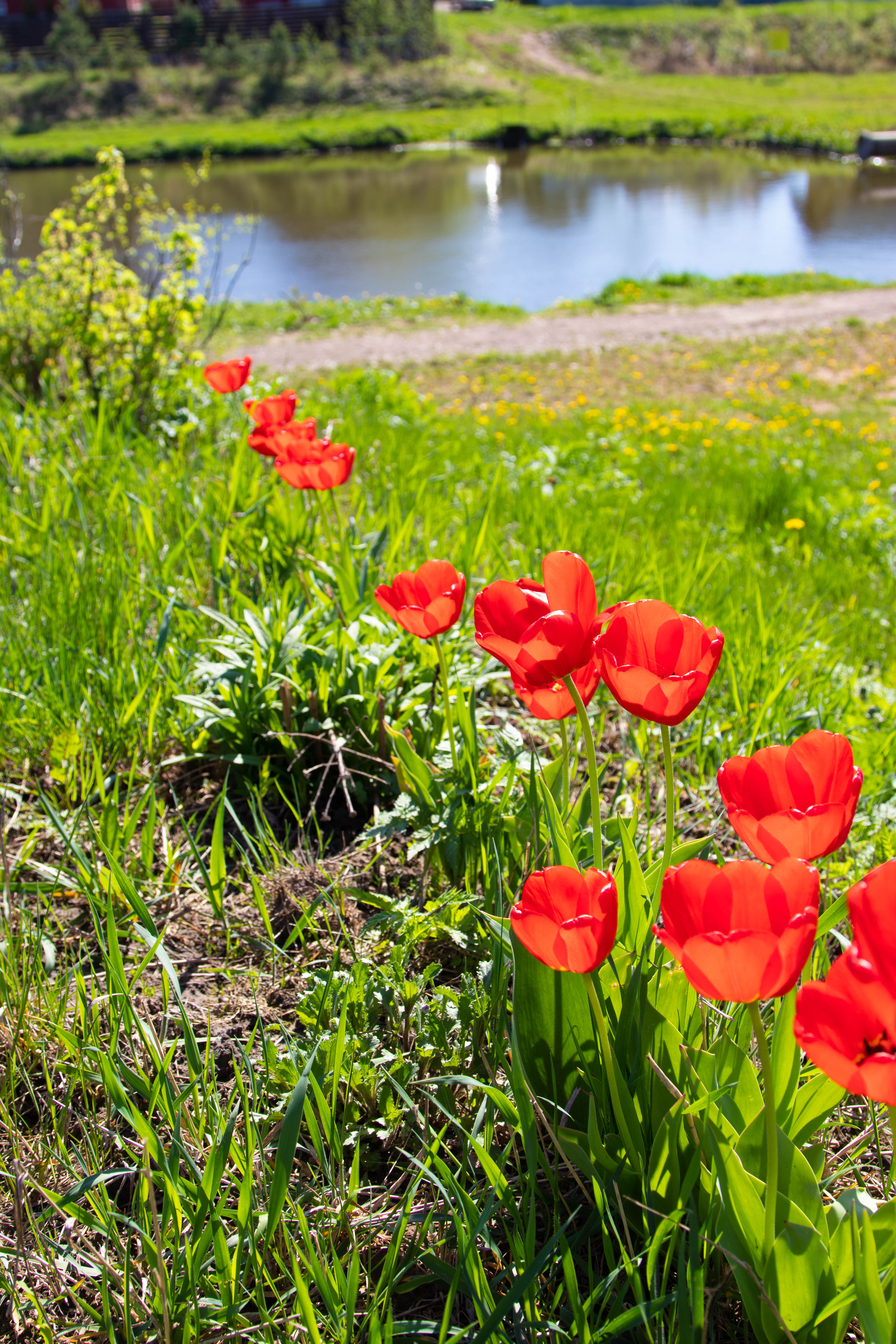

## Ссылки

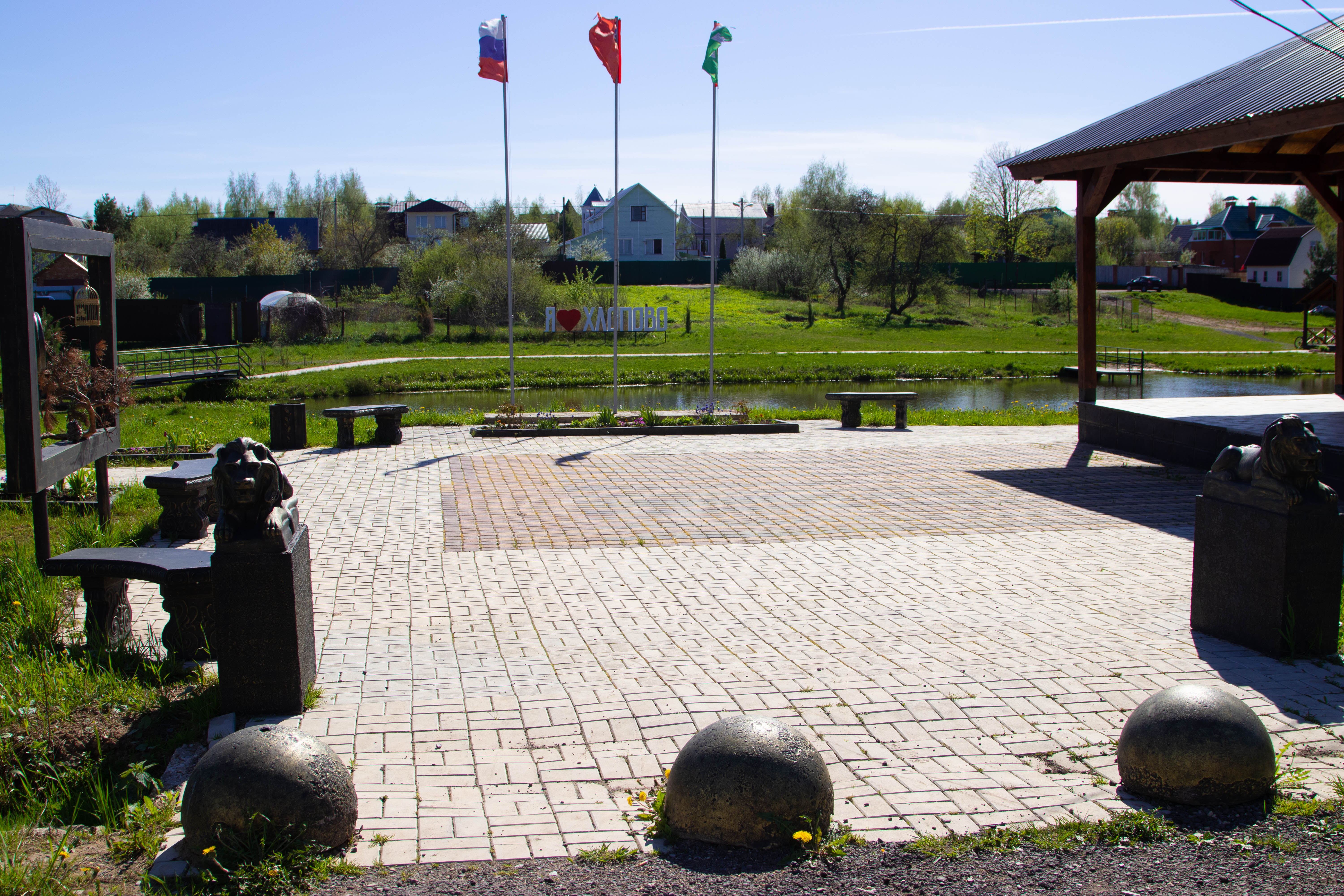